# 广化寺 (洛阳)
洛阳广化寺，位于中國河南洛阳龙门石窟北500米处山崖，是北魏所建龙门八寺之一。寺前山坡建有石階，中有五層高大建築包括高山門、天王殿、伽藍殿、三藏殿、地藏殿。

## 善无畏
善无畏原是东印度乌荼国的国王，后放弃王位出家，并在那烂陀寺学有所成，被尊称为三藏法师。开元四年（716年），善无畏在八十岁时到达长安，受到唐玄宗的礼遇，被尊为国师。开元二十三年（735年），善无畏在洛阳大圣善寺圆寂，享年九十九岁，并在开元二十八年（740年）被葬于广化寺。善无畏被尊为汉传密宗的祖师，开元三大士之一。

## 图片
- 山门
- 寺门
- 寺内观音像
- 善无畏大师佛塔
- 天王殿
- 大雄宝殿
- 寺内简介
- 善无畏大师墓碑